# Santpoort
Santpoort is een dorp in de gemeente Velsen, in de streek IJmond, in de provincie Noord-Holland. Het bestaat tegenwoordig uit de aparte kernen Santpoort-Noord en Santpoort-Zuid. In 2023 bedroeg het aantal inwoners 10.610, waarvan 7.270 in Santpoort-Noord en 3.385 in Santpoort-Zuid.

## Naam
De naam Santpoort wordt wel opgevat als een verbastering van Sancta Porta, Latijn voor heilige poort. In de middeleeuwen lag het aan de enige over land begaanbare route voor pelgrims naar het noorden. Ze bezochten plaatsen als Beverwijk, waar St. Agatha vereerd werd, Egmond, waar een belangrijke abdij was, Heiloo, waar nog steeds een Maria-bedevaartsoord is en Alkmaar en Bergen, waar mirakels hadden plaatsgevonden. De naam werd in later tijden ook geschreven als Zandpoort.

## Bezienswaardigheden
- Hervormde kerk
- Landgoed Duin en Kruidberg
- Burgemeester Rijkenspark, dat een deel van het voormalig Landgoed Spaarnberg omvat.

In Santpoort-Noord bevindt zich de korenmolen De Zandhaas uit 1779.
In Santpoort-Zuid bevindt zich de Ruïne van Brederode.

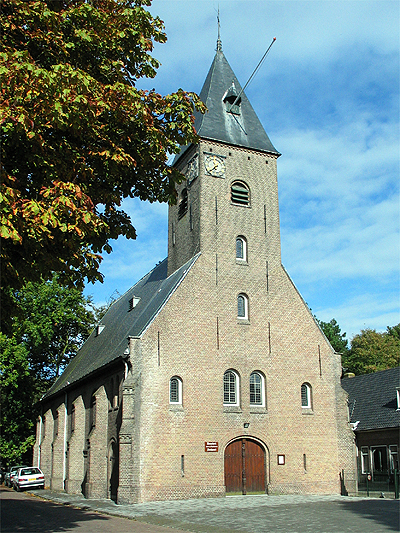
Hervormde kerk
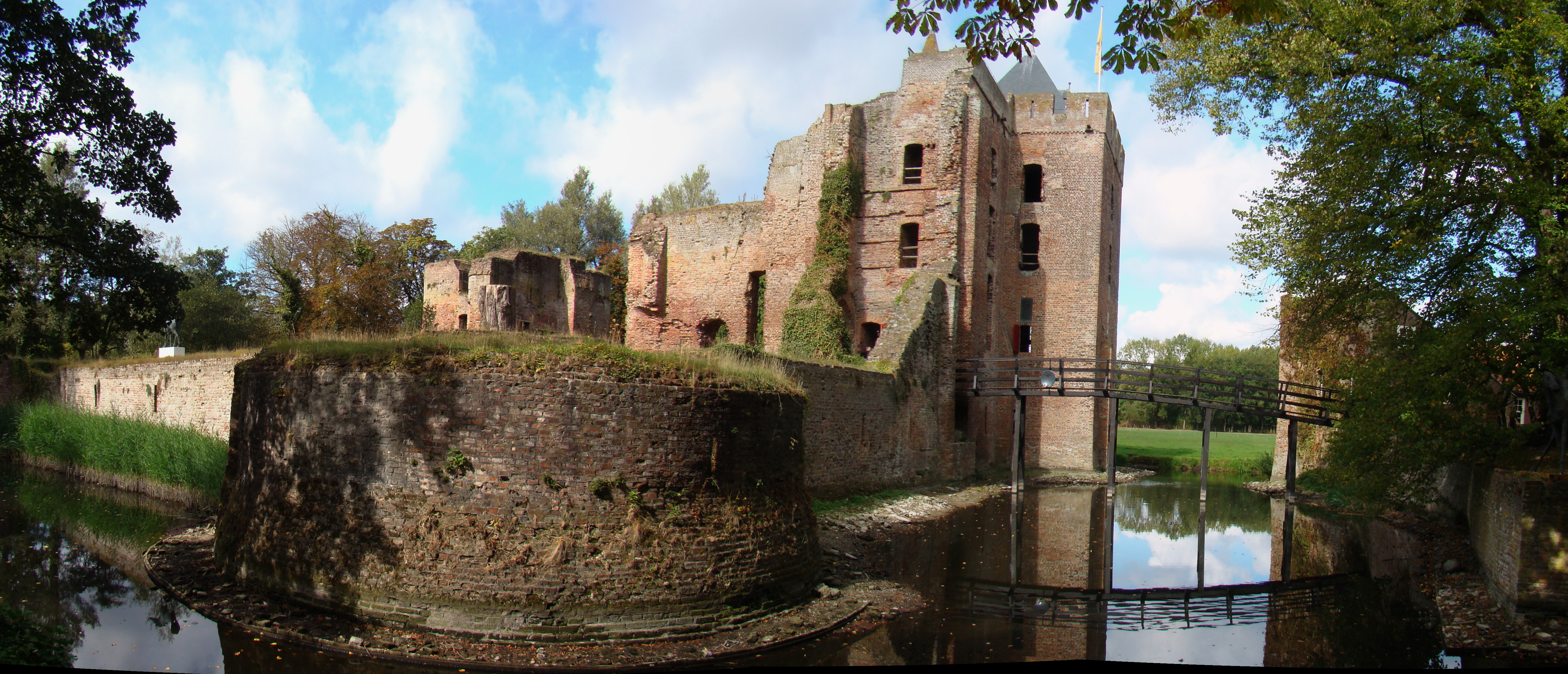
Ruïne van Brederode
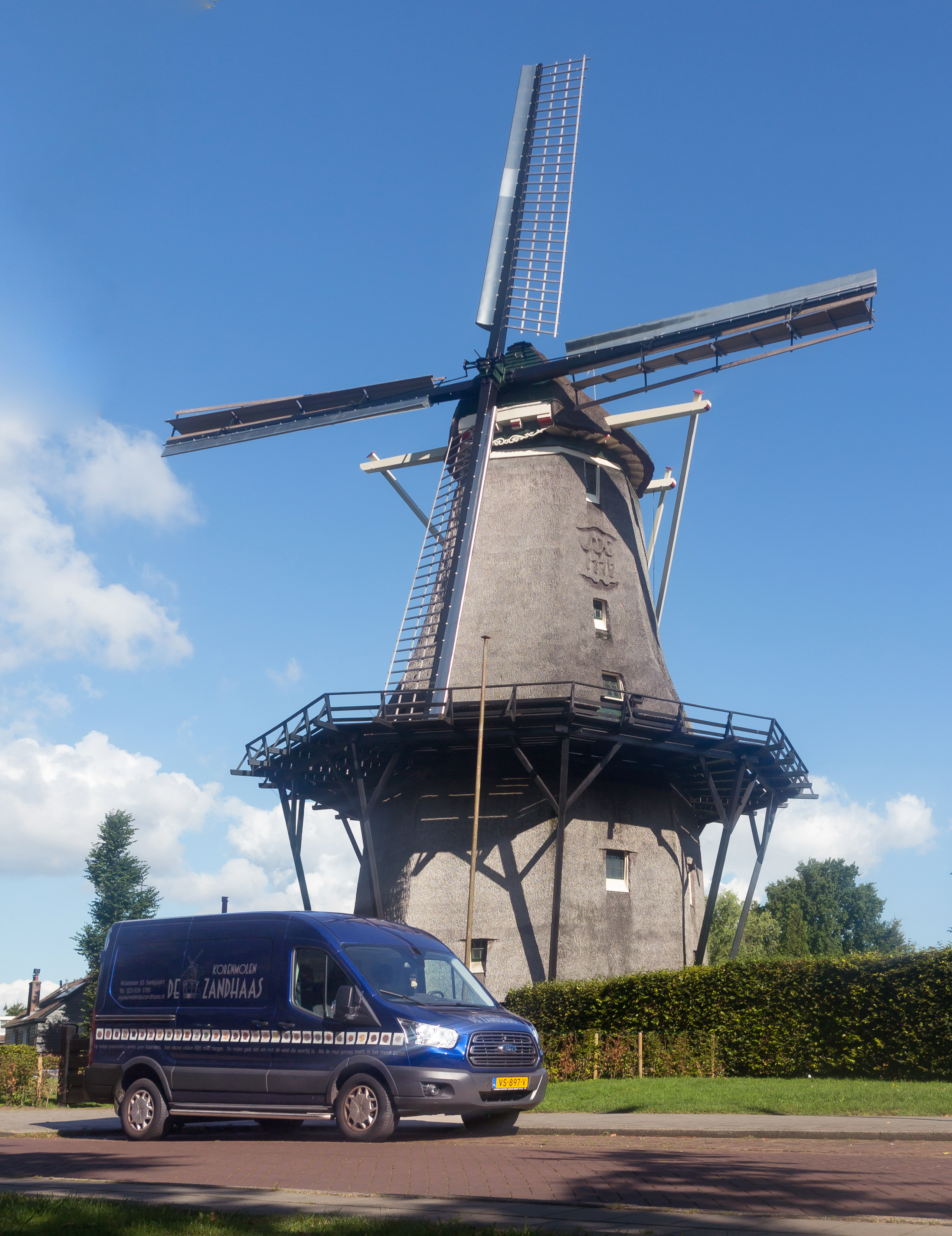
Windmolen de Zandhaas

Zie ook:
- Lijst van rijksmonumenten in Santpoort-Noord
- Lijst van rijksmonumenten in Santpoort-Zuid
- Lijst van gemeentelijke monumenten in Santpoort-Noord
- Lijst van gemeentelijke monumenten in Santpoort-Zuid

## Evenementen
Ieder jaar wordt op de eerste donderdag van augustus een kortebaandraverij georganiseerd door de Harddraverij Vereniging Santpoort & Omstreken. Rondom deze kortebaandraverij wordt jaarlijks de traditionele feestweek georganiseerd, van de zaterdag vóór tot en met de zaterdag ná de draverij.
Ter gelegenheid van de officieel 250e editie werd op 6 augustus 2009 het bronzen beeld De Draver door Hans Eysvogel onthuld. Dit beeld, vervaardigd door Yvonne Piller, werd door de Stichting Maria van Schuijlenburg aangeboden aan de bewoners van de gemeente Velsen.

## Verkeer en vervoer
Santpoort ligt aan de autoweg N208 en aan de spoorlijn Haarlem - Uitgeest.
Santpoort-Noord en Santpoort-Zuid hebben een spoorwegstation: station Santpoort Noord en station Santpoort Zuid.
De belangrijkste busverbinding van het dorp is R-net buslijn 385 die IJmuiden via Santpoort-Noord en het Delftplein met Station Haarlem verbindt.

## Bekende inwoners

### Geboren in Santpoort
- Reinier van den Berg (1962), meteoroloog
- Jan Jetse Bol (1943), r.k. priester
- Reinoud III van Brederode (1492-1556)
- Bert Bus (1931-2007), striptekenaar
- Adriaan de Groot (1914-2006), psycholoog
- Janna Handgraaf (1981), actrice
- Peter Klashorst (1957-2024), kunstschilder
- Rob Kruisman (1946-2023), muzikant
- Niels Meijer (1980), basketballer
- Krystl Pullens (1983), zangeres
- Wim Rigter (1967-2004), radiopresentator
- Dick Schoof (1957), minister-president
- Pierre Valkering (1960), priester

### Gewoond in Santpoort
- Jacobus Theodoor Cremer (1847-1923), minister van Koloniën
- René Descartes (1596-1650), filosoof
- Jaap Eden (1873-1925), schaatser en wielrenner
- Ruud Geels (1948-2023), voetballer
- Gerrit van Houten (1866-1934), kunstschilder
- Piet Kramer (1881-1961), architect
- Cobi Schoondergang-Horikx (1933-2023), politica
- Madelon Székely-Lulofs (1899-1958), schrijfster
- Menno Wigman (1966-2018), dichter